# Ireneu Segarra i Malla
Jesús Segarra i Malla (1917-2005), conegut com a pare Ireneu Segarra, fou un músic català i director de l'Escolania de Montserrat durant quaranta-cinc anys. El 1986 va rebre la Creu de Sant Jordi.

## Biografia
Va néixer a Ivars d'Urgell, Pla d'Urgell el 30 de setembre de 1917. La seva relació amb l'Escolania va començar quan només tenia deu anys, el 1927 quan Ireneu Segarra va esdevenir escolà de Montserrat fins al 1931. Llavors va rebre el mestratge, entre d'altres, d'Anselm Ferrer, que n'era el director i d'Àngel Rodamilans, com a professor de piano.
El 1932 el pare Ireneu va ingressar al Monestir de Montserrat, on va fer la professió monàstica el 6 d'agost de 1934. En els seus inicis de monjo, fins al 1936, els estudis musicals van passar molt a segon terme. El primer any de la guerra es va refugiar a Barcelona a casa d'una família amiga i a partir de novembre de 1937 fins al setembre de 1939 visqué als monestirs benedictins belgues de Maredsous (Anhée) i Sant Andreu de Zevenkerken prop de Bruges, on va trobar un ambient intel·lectual i musical força propici.
Pel que fa a la formació musical de Segarra, cal destacar, a més del bagatge rebut en els seus anys d'escolà de Montserrat, les classes de piano amb Frank Marshall (1941-1950), d'harmonia i contrapunt amb el mestre Josep Barberà, de contrapunt, fuga i composició amb el Mestre Cristòfor Taltabull (1949-1951), tot això completat per l'estada a París el 1952 per assistir a les classes de Nadia Boulanger. Pel que fa al coneixement d'altres cors de nois, va ser fonamental el contacte el 1953 amb els Wiener Sängerknaben de Viena i amb els Domspatzen de la catedral de Ratisbona (dirigits per Georg Ratzinger, germà del futur papa Josep Ratzinger (Benet XVI)). Tot això preparava Ireneu Segarra per prendre les regnes de l'escolania. El 1953 fou nomenat mestre de l'escolania i de la capella de Montserrat, que dirigí fins al 1997.
De 1943 a 1947 ja n'havia estat prefecte, és a dir responsable de l'internat i de la vida domèstica dels escolans. El 1941 i el curs 1950-1951 ja havia hagut de suplir com a director David Pujol i Roca. Fou precisament al novembre de 1950, que l'Escolania s'afegí a la peregrinació de Montserrat a Roma amb motiu de la proclamació del dogma de l'Assumpció de la Mare de Déu (1 de novembre de 1950). Amb la intervenció de l'Escolania (dirigida per David Pujol) en la Missa papal d'aquell dia, començava la projecció exterior del cor montserratí, que en els anys següents Ireneu Segarra portaria a fites molt notables com per exemple l'enregistrament de la Missa Romana, de Pergolesi, el 1972 (Roma), la participació en els festivals de Salzburg el 1974 amb la Missa Salisburgensis o els concerts de les Vespres de la Mare de Déu, de Claudio Monteverdi, a Friburg de Brisgòvia, Lucerna i Stuttgart (1976). Sota la direcció d'Ireneu Segarra l'Escolania feu concerts encara a Israel, al Japó i al Canadà, a més de visitar molts indrets d'Espanya i d'Europa.
A ell es deu la millora substancial del seu estil així com el prestigi internacional que l'Escolania va adquirir. Coincidint amb la seva tasca de director de l'Escolania, Ireneu Segarra fundà la coral d'Antics Escolans i va desplegar les seves aptituds musicals i la seva sensibilitat artística en dos altres camps: la pedagogia musical i la composició.
Realitzà més d'un centenar d'enregistraments en discs, entre els quals destaquen els d'obres de Joan Cererols, Narcís Casanoves i Josep Antoni Martí, que guanyà el Gran Premi del Disc Català (música coral). Els enregistraments de la sèrie Hispaniae Musica de l'Archiv Produktion obtingueren el Grand Prix du Disque, la Missa Salisburgensis fou premiada a Alemanya (1975), a Madrid i al Japó, la Missa pro defunctis a sis veus, de Tomás Luis de Victoria, rebé el premi del Disc Alemany (Música antiga) de l'Acadèmia del Disc de Berlín (1978).
Morí el 19 de novembre de 2005 (als 88 anys) a Montserrat (Bages).

## Discografia destacada
- Missa Romana, Giovanni Battista Pergolesi, Escolania De Montserrat, Tölzer Knabenchor, Collegium Aureum, Ireneu Segarra, Harmonia Mundi, 1972
- Missa Salisburgensis a 53 Voci, (molt probablement d'Enric Biber), Escolania De Montserrat, Tölzer Knabenchor, Collegium Aureum, Ireneu Segarra, Harmonia Mundi, 1974
- Vespro della Beata Vergine, Claudio Monteverdi, Escolania De Montserrat, Pro Cantione Antiqua, Collegium Aureum, Ireneu Segarra, Harmonia Mundi, 1976
- Salve Regina, Àngel Rodamilans, Escolania i Capella De Música De Montserrat, Ireneu Segarra, Montserrat, 1984